# Vlastimil Zwiefelhofer
Vlastimil Zwiefelhofer (* 20. listopadu 1952 v Tajanově u Klatov) je český sportovec, vytrvalostní běžec, jenž závodil na dlouhých tratích a v přespolním běhu respektive v krosu. Jedná se o čtyřnásobného vítěze silničního závodu Běchovice–Praha a devítinásobného vítěze Velké kunratické (je zde od roku 1979 držitelem traťového rekordu), sedminásobného mistra Československa v krosu. Po Emilu Zátopkovi je druhým nejúspěšnějším českým závodníkem na dlouhých běžeckých tratích. Největším úspěchem jeho kariéry je 6. místo na Mistrovství světa v přespolním běhu v Limericku 1979. Ve stejném roce byl také držitelem nejrychlejšího československého času v maratonu všech dob výkonem 2:14:19. V roce 1980 se zúčastnil letních olympijských her konaných v Moskvě, kde však nedokončil maraton.
Je také držitelem Diplomu fair play UNESCO z roku 1981, kdy při Mistrovství Československa v přespolním běhu nechtěně zul tretru svému velkému soupeři Ivanu Uvizlovi, poté na něj sportovně počkal až se obuje a společně pokračovali v závodě.
Vlastimil Zwiefelhofer vystudoval Pedagogickou fakultu v Plzni a je členem Městského zastupitelstva v Klatovech pro volební období 2006–2010 i 2010–2014.

## Rekordní výsledky
- držitel traťového rekordu Velké kunratické z roku 1979 časem 10:58,9
- po dlouhou dobu byl také držitelem traťového rekordu v silničním závodě Běchovice–Praha – 28:35,2 (1975)

## Největší sportovní úspěchy
- 1978 Mistrovství Evropy Praha – maratónský běh – 17. místo
- 1979 Mistrovství světa v krosu – 6. místo
- 1980 Účast na Olympijských hrách v Moskvě

## Osobní rekordy
- 800 m – 1:52,2 (1974)
- 1500 m –  3:45,0 (1972)
- 5000 m – 13:43,4 (1975)
- 10000 m – 28:27,2 (1979)
- maraton – 2:14:19 (1979)
- 3000 m překážek – 8:38,6 (1975)